# Campionato spagnolo femminile di calcio
Il campionato spagnolo femminile di calcio è l'insieme di tornei, suddiviso in varie categorie, destinato a squadre femminili di calcio, posto sotto l'egida della RFEF, la federazione calcistica della Spagna. Il sistema calcistico spagnolo consiste in una serie di leghe legate tra di loro gerarchicamente tramite promozioni e retrocessioni. Al vertice della piramide calcistica spagnola c'è la Primera División, nota anche come Liga F, nella quale competono 16 squadre.

## Storia
Sebbene delle squadre femminili fossero attive in Spagna già dagli anni 1970, il calcio femminile venne riconosciuto dalla RFEF solo nel 1980, mentre il primo campionato nazionale femminile venne organizzato nel 1988. Tuttavia, la prima competizione ufficiale di calcio femminile in Spagna venne disputata nel 1983; si chiamava "Campeonato de España" e venne rinominato in Coppa della Regina dopo l'istituzione del campionato nazionale. Il primo livello era noto come "Liga Nacional" dal 1988 al 1996, "División de Honor" dal 1996 al 2001, "Superliga" dal 2001 al 2011 ed, infine come "Primera División". Dalla stagione 2015-16 l'organizzazione della Primera División è passata alla Liga Nacional de Fútbol Profesional (LNFP). A partire dalla stagione 2021-22, alla Primera División è stato riconosciuto lo status professionistico dalla commissione direttiva del Consejo Superior de Deportes (CSD), in accordo con la federazione calcistica (RFEF).
La seconda serie venne creata nel 2001 come "Primera Nacional", per poi diventare "Segunda División" nel 2011. Nel 2019 venne creato un terzo livello per ridurre il numero di squadre partecipanti alla seconda serie da 112, suddivise su sette gironi, a 32, suddivise su due gironi. Nel 2022 la Segunda División venne rinominata Primera Federación, mentre venne introdotto un nuovo livello, chiamato Segunda Federación, portando a tre le serie organizzate a livello nazionale dalla RFEF al di sotto della Primera División. In particolare, la Primera Federación venne organizzata su un girone unico da 14 squadre, la Segunda Federación su due gironi da 16 squadre ciascuno, la Primera Nacional come nuovo quarto livello con 96 squadre suddivise du sei gironi. Nel 2023 la Primera Nacional venne rinominata Tercera Federación.
Al di sotto delle serie nazionali sono presenti le categorie regionali, organizzate in ciascuna delle comunità autonome, secondo le rispettive categorie territoriali.

## Struttura

### Struttura in vigore
La struttura del campionato spagnolo a partire dalla stagione 2023-24 è la seguente.
| Livello | Livello | Serie                                                                              | Serie                                                                              | Serie                                                                              | Serie                                                                              | Serie                                                                              | Serie                                                                              |
| ------- | ------- | ---------------------------------------------------------------------------------- | ---------------------------------------------------------------------------------- | ---------------------------------------------------------------------------------- | ---------------------------------------------------------------------------------- | ---------------------------------------------------------------------------------- | ---------------------------------------------------------------------------------- |
| Pro-1   | Pro-1   | Primera División 16 squadre                                                        | Primera División 16 squadre                                                        | Primera División 16 squadre                                                        | Primera División 16 squadre                                                        | Primera División 16 squadre                                                        | Primera División 16 squadre                                                        |
| Pro-2   | Pro-2   | Primera Federación 14 squadre                                                      | Primera Federación 14 squadre                                                      | Primera Federación 14 squadre                                                      | Primera Federación 14 squadre                                                      | Primera Federación 14 squadre                                                      | Primera Federación 14 squadre                                                      |
| Dil-1   | Dil-1   | Segunda Federación Gruppo nord 16 squadre                                          | Segunda Federación Gruppo nord 16 squadre                                          | Segunda Federación Gruppo nord 16 squadre                                          | Segunda Federación Gruppo sud 16 squadre                                           | Segunda Federación Gruppo sud 16 squadre                                           | Segunda Federación Gruppo sud 16 squadre                                           |
| Dil-2   | Dil-2   | Tercera Federación Gruppo I 16 squadre                                             | Tercera Federación Gruppo II 16 squadre                                            | Tercera Federación Gruppo III 16 squadre                                           | Tercera Federación Gruppo IV 16 squadre                                            | Tercera Federación Gruppo V 16 squadre                                             | Tercera Federación Gruppo VI 16 squadre                                            |
| Dil-3   | Dil-3   | Categorie regionali 19 divisioni autonome con le rispettive categorie territoriali | Categorie regionali 19 divisioni autonome con le rispettive categorie territoriali | Categorie regionali 19 divisioni autonome con le rispettive categorie territoriali | Categorie regionali 19 divisioni autonome con le rispettive categorie territoriali | Categorie regionali 19 divisioni autonome con le rispettive categorie territoriali | Categorie regionali 19 divisioni autonome con le rispettive categorie territoriali |

### Evoluzione della struttura del campionato
| Anni      | Primo livello     | Secondo livello    | Terzo livello       | Quarto livello      | Quinto livello      |
| --------- | ----------------- | ------------------ | ------------------- | ------------------- | ------------------- |
| 1988-1996 | Liga Nacional     |                    |                     |                     |                     |
| 1996-2001 | División de Honor |                    |                     |                     |                     |
| 2001-2011 | Superliga         | Primera Nacional   |                     |                     |                     |
| 2011-2019 | Primera División  | Segunda División   | Categorie regionali |                     |                     |
| 2019-2022 | Primera División  | Segunda División   | Primera Nacional    | Categorie regionali |                     |
| 2022-2023 | Primera División  | Primera Federación | Segunda Federación  | Primera Nacional    | Categorie regionali |
| Dal 2023  | Primera División  | Primera Federación | Segunda Federación  | Tercera Federación  | Categorie regionali |